# Laura Alonso
Laura Alonso, née Laura Alonso Padín le 2 janvier 1976 à Vilagarcía de Arousa en Galice (Espagne) est une soprano bel canto espagnole. Elle commence sa carrière en 1999 au théâtre Aalto d'Essen en Allemagne. Elle est aujourd'hui connue internationalement et a participé à de nombreux événements à travers le monde. Elle vit actuellement entre Berlin et New York.

## Biographie

### Formation
Laura Alonso Padín est née en 1976 à Villagarcía de Arosa (Galicia) en Espagne. 
Elle obtient des diplômes universitaires en chant et violon dans sa région natale, avant de poursuivre ses études au Conservatoire de Karlsruhe en Allemagne, auprès d’Aldo Baldin, Anna Reynolds, Jean Cox et Harmut Höll, avec la prestigieuse bourse d’études Alexander von Humboldt.
Une bourse de la Fondation Alexander von Humboldt lui permet d'étudier la voix sous la direction de Aldo Baldin, Anna Reynolds et Jean Cox ainsi que le lied avec Hartmut Höll au conservatoire de musique de Karlsruhe,.

### Carrière
À 23 ans, elle rejoint l'Ensemble du Théâtre Aalto d'Essen (Allemagne), où elle interprète Mimi dans La Bohème, Gilda dans Rigoletto, Susanna dans Les Noces de Figaro, Zdenka dans Arabella, Pamina dans La Flûte enchantée et Blanche dans les Dialogues des carmélites, parmi d'autres rôles. Elle reçoit le prix du meilleur jeune artiste du théâtre Aalto.
Son répertoire, outre les grands rôles de soprano dans les opéras de Bellini, Rossini, Donizetti, Puccini et Verdi et le répertoire de l'opéra allemand et français Mozart, Richard Strauss, Meyerbeer et Offenbach s'étend jusqu'au Lulu d'Alban Berg, Pelléas et Mélisande de Claude Debussy et le Dialogues des carmélites de Francis Poulenc.
En plus de sa carrière de chanteuse à l'opéra, elle se aussi fait un nom en tant que chanteuse de lied et de mélodies. Pour ce répertoire elle interprète des compositions de Schumann, Schubert, Berg, Léo Delibes, Reynaldo Hahn, Maurice Ravel, Henri Duparc et les italiens Ermanno Wolf-Ferrari, Franco Alfano, Leoncavallo et Respighi.
Laura Alonso Padín est régulièrement invitée dans les plus grands salles internationales : l’Auditorium Rishon Le Zion (Israël), Lincoln Center à New York, Teatro Bellas Artes de Mexico, Elbphilharmonie Hamburg, Philharmonie Cologne, Berlin et Essen, Laeiszhalle Hamburg, Konzerthaus Berlin, Karlsruhe et Dortmund, Hannover Kuppel Saal, Smetana Hall Prague, Herkulessaal Munich, Maestranza de Seville, Herode Atticus à Athènes, Concertgebouw Amsterdam, Utrecht Auditorium, Los Angeles Auditorium (États-Unis), Palau de les Arts à Valencia et Palau de la Música Catalana à Barcelona, entre autres.
Elle chante sous la direction de chefs prestigieux : Stefan Soltesz, Ion Marin, Philippe Jordan, Zoltan Peszko, Victor Pablo Pérez, Heiko Matthias Förster, Antonello Allemandi, Frans Brüggen, Helmuth Rilling, Jiří Kout (en), Karel Mark Chichon ou Emmanuel Plasson, et sur les grandes scènes européennes : Deutsche Oper am Rhein, Nationaltheater Mannheim, Staatsoper Berlin, Oper Leipzig, Oper Frankfurt, Staatstheater Darmstadt, Opéra National de Lorraine, Staatstheater Braunschweig, Theater Poissy, Komische Oper Berlin, Theater Freiburg, Theater Lubeca, et Brno en République tchèque.
Laura Alonso Padín travaille avec de grands metteurs scène: A. Pilavachi, De Tomasi, Schaaf, Pontiggia, Berndt, Schlingensief ou Hilsdorf et se produit dans les Festivals comme Las Palmas de Tenerife, Royaumont, Bregenz, Verbier, Expo Hannover, Innsbrucker Festwochen, Festival d'Île-de-France, de Santander, de Salzbourg, Opéra Week Berlin, parmi tant d’autres.
Parmi les moments marquants de sa carrière on peut citer: Giulia dans La Scala di Seta de Rossini, lors d’une tournée européenne de l’Orchestre baroque de Fribourg sous la direction d’Attilio Cremonesi ; Zerbinetta dans Ariadne auf Naxos de Richard Strauss au Staatsoper Berlin ; ses débuts au Festival d’Innsbruck dans le rôle de Cléôpatre de Giulio Cesare in Egitto de Georg Friedrich Haendel par Antonio Sartorio, Magda de la Rondine de Puccini à Utrecht avec le T.R.O.S sous la direction de Gomez Martinez, Sandrina de la Finta. 
Giardiniera ( Doris Dörrie) lors de l’année Mozart, le concert de mélodies espagnoles avec le Hamburg Symphony et le grand guitariste chinois Xuefei Yang au Laeiszhalle de Hambourg.
Son enregistrement d’airs de Bel Canto « Col sorriso d’innocenza », en collaboration avec l’Orchestre symphonique de Malaga, en 2006, est salué par la critique internationale. En 2009, elle interprète le rôle de Rosario pour la création allemande des Goyescas.
Laura Alonso se produit également au prestigieux Alice Tully Hall de New York, lors de la création de The empty Hours de Ricardo Llorca, également saluée par la critique.
Elle participe à une grande tournée en Allemagne avec le ténor chilien Felipe Rojas, accompagnés par l’Orchestre de la Neue Philharmonie de Westfalen, dans un programme de Zarzuelas. Elle donne également de nombreux concerts de musique espagnole aux États-Unis, Russie, Ukraine, Japon, Thaïlande, Chine, Amérique latine, à la Maison de Verdi à Busetto et au Moyen-Orient.
Fin 2014, elle est soliste du concert du 31 décembre avec le Dallas Symphony Orchestra sous la direction d’Oliver von Dohnányi. Elle chante ensuite le Requiem de Verdi à Leipzig, avec l’Orchestre symphonique de Mexico et le Requiem de Mozart au Caire.
Elle chante Rosina du Barbier de Séville à Tel Aviv et Violetta dans La Traviata à Darmstadt, à Rousse en Bulgarie, à l’Opéra de Lviv en Ukraine et à Chengdu en Chine où elle reviendra pour Carmen qu’elle chante avec grand succès sous la direction de Michael Köhler.
En 2017, elle chante La voix humaine en Espagne (James Baillieu au piano) et elle fait ses débuts au Carnegie Hall avec la pianiste Yelena Kurdina. 
En 2017/2018, elle chante Liu de Turandot en Chine, Violetta à Roveretto, rôle qu’elle reprendra en Chine.
En 2018, elle chante Violetta à Zhejiang (en Chine), et en Espagne. En avril 2018, elle chante un programme espagnol avec l’Orchestre de Rio Grande do Norte à Natale (Brésil) et chante lors de représentations d’opéras à Cluj-Napoca et un récital à la Elbphilharmonie de Hambourg.
En 2019, elle chante de nouveau Violetta dans La traviata, Leonora (Le Trouvère), Aida, Tosca, Turandot (rôle principal) et elle réalise de nombreuses performances comme Madame Butterfly, à Morelia (Mexique), à Saint-Jacques-de-Compostelle en Galice (Espagne ) et dans de nombreuses autres villes d'Espagne.
En octobre 2020, elle chante le Turandot de Puccini dans de nombreuses villes importantes du Mexique. En marge des nombreux récitals, Laura Alonso Padín donne des masterclasses dans les plupart des pays où elle se produit.

## Discographie

### Opéras et récitals
- Antonio Sartorio, Giulio Cesare in Egitto - Laura Alonso, Cléopâtre ; Amel Brahim-Djelloul et María Cristina Kiehr, sopranos ; Claire Brua, mezzosoprano ; Dominique Visse, alto ; Andries Cloete et Steven Cole, ténors ; Federico Sacchi, basse ; Innsbrucker Barockfestspiele, dir. Attilio Cremonesi (direct, août 2004, 3CD ORF, Autriche) (OCLC 63147571)
- Col sorriso d'innocenza, Belcanto Arias : Bellini, Rossini, Donizetti, par Laura Alonso. Orchestre Philharmonique de Malaga, dir. Alexander Livenson (3-7 juillet 2006, Columna Música, Espagne)[16],[17] (OCLC 166399755).
- Tutto Verdi du Théâtre Aalto d'Essen. Gala de charité pour la reconstruction de La Fenice à Venise.

### Mélodies et Cancións
- Anthologie vol. 1 : A canción de concerto. Laura Alonso, soprano. Manuel Burgueras, piano. Cancións sur des textes littéraires galiciens par Marcial del Adalid, Juan Montes, José Baldomir, Enrique Lens Veira, Andrés Gaos, Jesús Bal y Gay et Roxelio Groba (1999, Éditions Xerais de Galicia) (OCLC 714823237).
- Lúa descolorida : Musique de Galice avec Laura Alonso, soprano. Juan Manuel Varela, piano. Cancións de Osvaldo Golijov et Antón García Abril (2007, Columna Música, Espagne) (OCLC 431068235).
- Na Boca Das Camelias Laura Alonso, soprano. Juan Manuel Varela, piano. Musique de Galice par divers compositeurs : Eduardo Toldrá, Juan José Castro, Joaquín Rodrigo, etc. (2004, Clave Records) (OCLC 740427534).
- Suau, la teva veu : Œuvres de Moisès Bertrán - Laura Alonso, soprano ; Moisès Bertrán, piano (2012, Columna Música. Chants catalans) (OCLC 864334553).

## Distinctions

### Récompenses
Elle reçoit le prix de la « Meilleure interprète » (Prix du Public) ) à Karlsruhe et représente le théâtre à la RUHR 2010 – Kulturhaupstadt Europas où elle reçoit l'un des prix de la Culture de l’Union Européenne.
Elle reçoit des prix lors de concours internationaux de chant, dont le 1er prix du Concours Alfredo Kraus, du Concours Franco Corelli et des Concours de Verviers et Jaume Aragall.
Laura Alonso est classée dans le Top 25 des artistes lyriques.